# ان‌جی‌سی ۳۰۷
ان‌جی‌سی ۳۰۷ (انگلیسی: NGC 307) نام یک کهکشان عدسی در صورت فلکی نهنگ است.